# Сай Уй, Альберто
Альберто Сай Уй (таг. Alberto Sy Uy; род. 18 октября 1966, Убай, Бохоль, Филиппины) — филиппинский прелат. Епископ Тагбиларана с 13 октября 2016 по 16 июля 2025. Архиепископ Себу с 16 июля 2025.

## Ранние годы, образование и священство
Альберто Сай Уй родился 18 октября 1966 года в Побласьоне, Убай, провинция Бохоль. Он окончил философскую семинарию Непорочного Сердца Марии в городе Тагбиларан и богословскую семинарию Святого Иоанна Марии Вианнея в городе Кагаян-де-Оро. Он получил лиценциат священного богословия в Богословской школе Лойолы в городе Кесон и степень магистра пастырского служения.
14 апреля 1993 года Сай Уй был рукоположен в священники епархии Талибона.
Сай Уй занимал следующие должности и продолжил обучение: викарий прихода Святого Михаила Архангела в Джагне (1993—1995); декан семинаристов семинарии Непорочного Сердца Марии (1995—1997); и докторант по священному богословию в Папском Григорианском университете в Риме (2002—2006). Проректор Богословской семинарии Святого Иоанна Марии Вианнея в городе Кагаян-де-Оро (2006—2010); настоятель прихода Святого Михаила Архангела в Джагне (2010—2013); настоятель прихода Собора Святой Троицы в Талибоне (2013—2016); викарий по делам духовенства Талибонской епархии (2013—2016).

## Епископ
13 октября 2016 года Папа Франциск назначил Сая Уя епископом Тагбиларана. 5 января 2017 года Сай Уй был рукоположен в епископы в соборе Святой Троицы в Талибоне, провинция Бохоль, резиденции епархии Талибона и 6 января 2017 года был поставлен седьмым епископом епархии Тагбиларана в соборе Святого Иосифа Труженика в городе Тагбиларан. Он сменил на этом посту епископа Леонардо Й. Медросо, вышедшего на пенсию.
В рамках конференция католических епископов Филиппин он является председателем комиссии по экуменическим вопросам (ECEA) и членом комиссии по культурному наследию Церкви (ECCHC) и Управления по биоэтике.
16 июля 2025 года Папа Лев XIV принял отставку архиепископа Себу Хосе Пальмы в связи с достижением им 75-летнего возраста и назначил Сая Уя его преемником.

## Взгляды
В мае 2024 года Уй в открытом письме похвалил представителей Бохоля Эдгара Чатто, Ма. Ванессу К. Аументадо и Алекси Тьютора за их «мужественную позицию», проголосовавших против законопроекта о разводе . 
В декабре 2024 года Уй обратился к своим прихожанам с настоятельным призывом по поводу текущего состояния коррупции в инфраструктуре. Он решительно выступил против запланированного строительства моста Себу-Бохол, ссылаясь на проблемы с охраной окружающей среды и возможный ущерб барьерному рифу «Данаджон».